# Clarina
Clarina é um gênero de mariposa pertencente à família Bombycidae.